# Cathy Claret
Pour les articles homonymes, voir Claret.
Cathy Claret (née en 1963 à Nîmes, dans le Gard) est une chanteuse, auteure-compositrice, multi-instrumentiste française, résidant depuis les années 1980 à Séville, en Espagne. Elle chante en français ou en espagnol et sa musique peut être décrite comme de la « pop française » avec des influences espagnoles. Elle est surnommée La Canastera (la vannière).

## Biographie
Native de Nîmes, dans le Gard, Cathy Claret connaît une enfance mouvementée. Après le décès de sa mère, elle est élevée dans une famille de gens du voyage, elle y découvre la musique tzigane.
Passionnée de musique, elle rencontre à Montpellier, Pascal Comelade et Pierre Bastien et ensemble, ils fondent en 1983 le Bel Canto Orquestra, une formation musicale expérimentale. Elle gagne ensuite l'Espagne et s'installe près de Barcelone. Elle fréquente les milieux culturels et se lie notamment avec les frères Amador et Kiko Veneno, membres du groupe Pata Negra. Elle signe un contrat avec Virgin Records et connait un succès relatif avec son single ¿Por qué, por qué? (1987) puis elle sort son premier album intitulé Cathy Claret (1989). Cathy Claret poursuit alors une carrière en Espagne. Entretemps, Cathy Claret fait une apparition dans le film de Virginie Thévenet, Sam suffit (1992). Ses chansons Tango et Los picaros tarraneros apparaissent également sur la bande musicale du film.
Après la dissolution de Pata Negra, Raimundo Amador connait le succès en 1995 avec la chanson Bollere, composée et écrite par la Française et enregistrée en duo avec B. B. King. Kiko Veneno reprend lui aussi en 2000 sur son album La Familia Pollo, une autre chanson de Cathy Claret intitulée Esperanza.
La carrière de Cathy Claret connaît des hauts et des bas, et même une période de 10 ans de creux, mais ses disques et sa constance lui permettent d'être « adoptée par les Gitans, choyée par les Espagnols » et « accueillie comme Madonna » au Japon.
En 2015, Rossy de Palma l'accompagne sur le titre Une mélodie de l'album Solita por el mundo. 
Solita por el mundo sort chez Warner Bros en 2015, et est accueilli par la presse espagnole comme un « album intime, frais, doux et positif ». L'album sort au Japon et est également bien accueilli à l'international. Le magazine britannique Flip Review l'inclut parmi les 15 meilleurs albums sortis en 2015. L'album comporte des collaborations avec des groupes et artistes tels que Pascal Comelade, Nouvelle Vague, Rossy de Palma et Bebe.  
En 2018, la réalisatrice Isabelle Coixet tourne un film documentaire consacré à Cathy Claret intitulé Alegrias y Penas. Aussi, le clip de Sola (extrait de l'album Primavera sorti la même année) est tourné par Isabel Coixet.

## Discographie

### Albums studio
- 1989 : Cathy Claret
- 1991 : Soleil y locura[15]
- 2000 : La chica del viento
- 2003 : Sussurrando[16]
- 2005 : Lo Mejor de Cathy Claret
- 2006 : Sambisarane[17]
- 2007 : Gypsy Flower
- 2010 : Cathy Claret – 1987-1991[18], (compilation)
- 2015 : Solita por el mundo[11],[19]
- 2018 :  Primavera[20]
- 2022 : Así soy yo

### Singles
- 1987 : ¿Por qué, por qué?
- 1990 : Loli-Lolita
- 1980 : Le lundi au soleil (reprise de Claude François)
- 1991 : Pomme de pin
- 2000 : La chica del viento
- 2003 : Somos libres
- 2010 : Chocolat (avec Sebastián Litmanovich « Cineplexx »)

### Avec le Bel Canto Orquestra
- 1983 : Bel Canto Orquestra (live Montpellier, K7)
- 1984 : Détail monochrome (LP vinyle)
- 1985 : Bel Canto en direct (live à Barcelone)
- 1992 : El primitivismo (LP vinyle) 1989.  Réédition en CD
- 2003 : Bel Canto (LP vinyle) 1985. Réédition en un CD (Détail monochrome + Bel Canto)